# スラックス

スラックスの構造

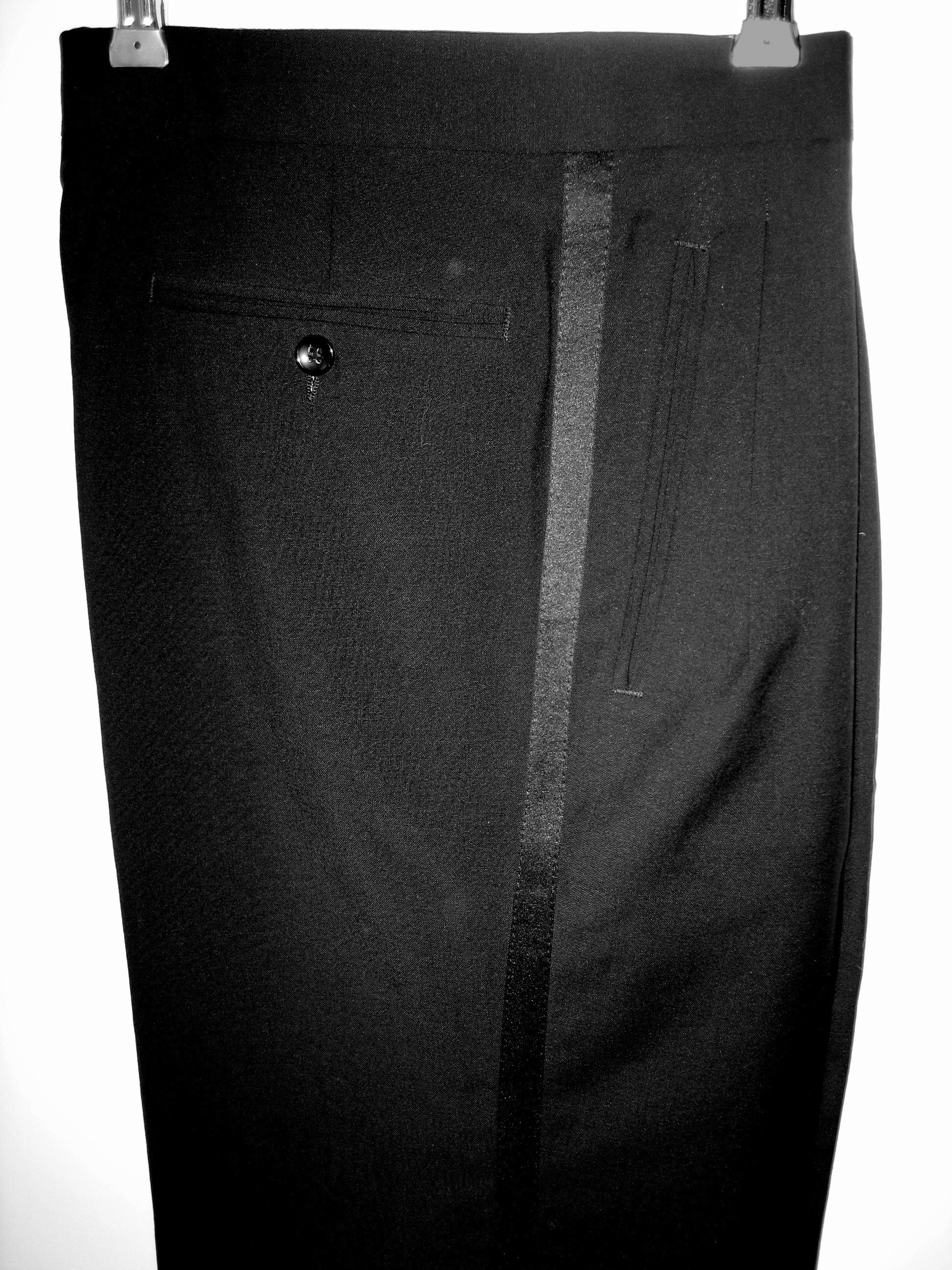
礼服用に側章を有するスラックス

スラックス（slacks）とは長ズボンの一種。

## 概要
「slack」とは英語で「ゆるい」「ゆるんだ」という意味を持つ。「スラックス」はタックなどで脚の筒にゆとりを持たせたズボンを指す言葉であったが、背広服などのズボンにこのような形状が一般的になるにつれ意味が拡大されたものと思われる。
女性用の一部などを除いてほとんどの場合、脚の筒にはセンタープレス(クリースとも呼ばれる)が設けられておりベルトを通すためのベルトループがある。礼服やサスペンダーを用いるスラックスにはベルトループは取り付けられていないことや兼用も多い（燕尾服やタキシード、モーニングコート、フロックコートなど）サスペンダーを付ける場合はクリップ式なら金具を挟み込み、ボタン式ならボタンをスラックスに設ける必要がある。スラックスの股はフックやファスナーで閉じるのが標準だがボタンで留めるものもある。

### 「スラックス」の呼称の使われ方
「スラックス」とは背広や制服など、特定の上着と対で用いるズボンのことを表す言葉である。ただしあくまで定義の一つであり、「ズボン」「パンツ」「スラックス」の言葉の違いはあいまいである。和名としては「長袴（ちょうこ）」などがある。
気温や場面に応じて脱いでしまうことの多い上着に比べズボンは着用時間が長く、下半身から脚に位置する為総じて生地が擦れ易く膝や尻部分等を始め汚れたり傷んだりしやすい。そのため同じズボンを複数本あらかじめ用意しておくことがあるが、この替えズボンのことを指して「スラックス」と呼ぶこともある。
また、女性用のズボンを指して「スラックス」と呼び区別することもある。とくにスカートと対になる語として用いられている。近年は職業の性差が少なくなってきたことにより、看護師など動きやすさを要求される職業の制服はスラックスに統一されていることがある。また、学校の制服でも生徒が希望すればスカートではなくスラックスを着られる所もある。女性用のスーツにはジャケット・スカート・スラックスがセットになった「3点セット」が多く、同じ上着で2通りに着られる。

## 腰回り
スラックスの腰回りは腰に合わせて（上げすぎるとスラックスが長すぎる）スラックスを引っ張り、指が漸く1本入るくらいが望ましい（緩い状態でベルトやサスペンダーで締めると皺が寄ってしまう）
ベルトをした状態で、生地が皺になるのならサイズは大きく、ポケットが開くならサイズは小さい。股の部分が張っているならサイズは小さい（ベルトやサスペンダーが無い状態でスラックスが落ちないのが望ましい）。
紳士服店で腰回りのサイズを太くしたり細くしたり5cm前後で直して貰う方法もある。

## 前閉じ
スラックスは穿きやすさのため前股部が開くようにできている。この前閉じの方法には次の二つがある。
ボタン式ボタンの方がより正装に近い。ボタンは右側、ホールは左側である（右利きの人にとっては着脱しやすい）。二重にすることで隠しボタンになっている物が多い。
ファスナー式開閉が容易であるため、現在はこちらが主流。ファスナー部分が表に出ている事は殆ど無く、左側の布が上に被さる形になる（右利きの人にとっては開閉しやすい）。

## タックの種類
下に行くほど多くなる。タックが多いほど太くなり、クッションを長くする必要がある。
ノータック
タックのないもの、ノークッション、ハーフクッション向き。
ワンタック
タックが1本入っているもの、ハーフクッション、ワンクッション向き。
ツータック
タックが2本あるもの、ワンクッション向き。
インタック
内倒しのタック。
アウトタック
外倒しのタック。

## 裾丈の長さ
下に行くほど長くなる。クッションが短いほど細くなり、タックを少なくする必要がある。
スラックスの裾は踵から1～2cmの上辺りで、必ず靴を履いた状態で測って貰う。
ノークッション
スラックスの裾が靴の甲に当たらない長さ。 立っているときは臑が見えないが、座ったときに見えるおそれがある。ノータック向き。
ハーフクッション
スラックスの裾が甲に僅かに当たる長さ。 ノータック、ワンタック向き。
ワンクッション
スラックスの裾が靴の甲にしっかりとあたる長さ。ワンタック、ツータック向き。

## 股上の高さ
レギュラー
ウエストにベルトを締めるとき、もっとも身体に合った位置。
ハイ・ライザー
股上が深い。チョッキを用いないとき、ベルトの上でズボンがあまるのでよくない（サスペンダーを用としては最適）。
ヒップハング（ローライズ）
腰骨のところにベルトがかかり、股上が浅い。

## シルエットの種類
普通型
流行によって細くなったり太くなったりするが、あまり変化はない。
テーパード
裾口に向かって、先細りになっている。
スリム・スラックス
テーパードを細くしたもの。
パイプド・ステム
煙突のように、上から下まで同じ太さのもの。
ベルボトム（パンタロン）
膝までぴったりしており、膝から下がベルのように広がっているもの（ヒップの下から広がったものは、セーラー・パンツ）。
オックスフォード・バックス（バギーパンツ）
極端に、太いシルエット。

## 裾の種類
モーニング・カット（アングルド・ボトム）
前を短く、後ろを長く仕立てたもの（靴にかかるのを防ぐため）。シングルより改まったもの。
カフレス（シングル）
シングルのほうが、ダブルよりも正式（昔は、裾はただ折り曲げただけのものであった）。
ターンナップ（ダブル）
裾口を長く折り曲げて、ダブルにしてあるもの。ダブルの裾口の折り目は4cm～5cm位が目安（身長が178cm未満の人は4cm～4.5cm位で、178cm以上の人は5cm位）フォーマルな場ではNGである。
カット・オフ
裾口を切り離したままにしているもの。ジーンズなど。
レース・アップ
作業用として紐でしばっていたのが、のちに1つの飾りとなったもの。

## ポケットの種類（後）
後ろポケットはボタン付きの方が型くずれを起こしにくい。
スリット・ポケット
切れ目が入ったポケット、礼服に用いられる改まった仕様。
フラップ・ポケット
蓋付きのポケット、スーツに用いられる。
アコーディオン・ポケット
膨らんだ蓋付きのポケット、カジュアルに用いられる。
パッチド・ポケット
貼り付け式のポケット、同じくカジュアルに用いられる。

## ポケットの種類（脇）
バーティカル・スリット・ポケット
脇経線利用したもの、正装に相応しい。型くずれを起こしにくい。
ホリゾンタル・スリット・ポケット
前脇を横にカットしたもの、正装に相応しい。
フォワード・セット・ポケット
脇よりななめ前にポケット口を寄せたもの、カジュアルに好まれる。
ウォッチポケット(フォブ・ポケット)
フォブは時計隠しの意味。懐中時計やコインを収納する為のポケット。

## ベルトのディテール
セパレート・ウエストバンド（スプリットウエストバンド）
腰帯が身頃と別になっている仕様のパンツ、ベルトに用いる。
ベルトレススラックス（カリフォルニア・ウエストバンド、ハリウッドウエストバンド、ワンピースウエストバンド）
腰帯と身頃が一体になっている仕様のパンツ、サスペンダーに用いる。アジャスターベルトという金具が付いていて、ウェストを調整できる。礼服に多いスタイル。1個から2個のボタンで腰帯と身頃を締める。

## 礼服用のスラックス
コールズボン（ストライプ・ド・パンツ）
黒と灰色の縞模様が入ったスラックス。モーニングコートやディレクターズスーツなどの昼の礼装に用いる。
側章（そくしょう、がわしょう）パンツ（サイドストライプ）
スラックスの両側にある、太い黒線の事。タキシードや燕尾服の夜の礼装に用いられる。